# Gare d’Évreux-Normandie
Gare d’Évreux-Normandie vasútállomás Franciaországban, Évreux településen.

## Vasútvonalak
Az állomást az alábbi vasútvonalak érintik:
- Mantes-la-Jolie–Cherbourg-vasútvonal
- Évreux-Embranchement-Quetteville-vasútvonal

## Kapcsolódó állomások
A vasútállomáshoz az alábbi állomások vannak a legközelebb:
- Gare de Bueil
- Gare de La Bonneville-sur-Iton
- Gare de Bernay
- Paris Gare Saint-Lazare